# Sakuraza
Sakuraza ist ein Musikalbum von Giovanni Di Domenico, Eiko Ishibashi, Jim O’Rourke, Kei Matsumaru und Tatsuhisa Yamamoto. Die am 14. Juni 2023 im Jazzclub Sakuraza in Kofu, Yamanashi, entstandenen Aufnahmen erschienen am 2. August 2024 auf dem spanischen Label Modern Obscure Music.

## Hintergrund
Sakuraza ist ein kollaboratives Projekt bzw. Album, das fünf Personen der zeitgenössischen Musikszene zusammenbringt: Eiko Ishibashi (Flöte und Elektronik), Jim O’Rourke (Elektronik), Kei Matsumaru (Altsaxophon), Tatsuhisa Yamamoto (Schlagzeug) und Giovanni Di Domenico (Piano). Di Domenico, der seit den späten 2000er-Jahren nach Japan reist, pflegt eine enge künstlerische Beziehung zu Eiko Ishibashi, Jim O’Rourke und Tatsuhisa Yamamoto. Im Juni 2023 schlug der Pianist während eines Besuchs in Japan vor, ein Konzert mit diesen langjährigen Mitmusikern und Freunden zu organisieren. Als Veranstaltungsort wählten sie den Club Sakuraza und luden den jungen Saxophonisten Kei Matsumaru ein. Der Mitschnitt ist komplett improvisiert und ohne nachträglich aufgenommene Overdubs.

## Titelliste
- Giovanni Di Domenico, Eiko Ishibashi, Jim O’Rourke, Kei Matsumaru and Tatsuhisa Yamamoto: Sakuraza (Modern Obscure Music)[1]

1. A side Sakuraza 16:29
2. B side Sakuraza 22:19
3. Sakuraza (Full length recording) 38:48

## Rezeption

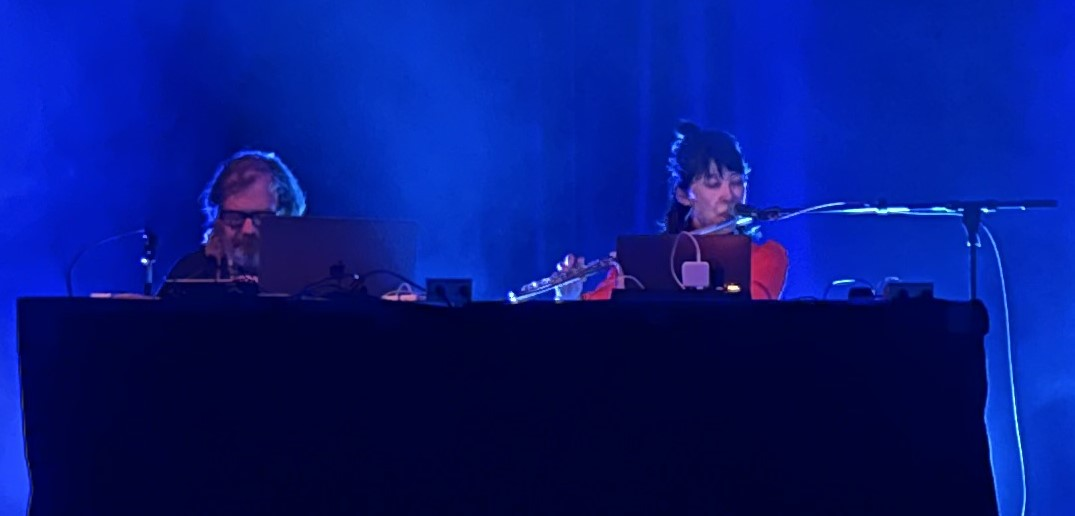
Eiko Ishibashi und Jim O’Rourke bei einem Auftritt 2023

Die fünf Spieler würden mit Eleganz und Finesse aufeinander reagieren, aber was die Darbietung wirklich zum Funken bringe, sei das Gefühl, dass sie keine Angst davor hätten, sich gegenseitig sanft den Teppich unter den Füßen wegzuziehen, meinte Daryl Worthington (The Quietus). Wenn sich eine Stimmung in der Musik zu stabilisieren scheint, löse einer von ihnen einen ungewöhnlichen Impuls aus, ein Aufflackern neuer Informationen, eine Stimulation, der dazu führe, dass Grenzen locker werden, Anziehungskräfte nachlassen und neue Richtungen auftauchen, auf die das Quintett plötzlich reagiert.
Der Begleittext für Sakuraza würde von der Flüssigkeit [des gemeinsamen Spiels] und dem gegenseitigen Verständnis der Musiker sprechen, und zweifellos sei dieses Quintett völlig in sich versunken, der Instrumentenmix sei trotz der ungewöhnlichen Kombination stimmig, so Daryl Worthington weiter. Allerdings seien es nicht die Synergien, die das Album so fesselnd machten. Die Momente, in denen sich das Quintett zu Kammermusik-haften Elektro-Jazz-Fusion-Grooves verfestige, würden zwar üppig klingen. Aber es seien die Augenblicke der Ungewissheit, das kollektive Navigieren durch unwahrscheinliche Übergänge, die Momente, in denen man erleben könne, wie bekannte Spieler sich auf unbekannte Situationen einlassen, die wirklich atemberaubend seien.